# Berthold Leibinger Zukunftspreis

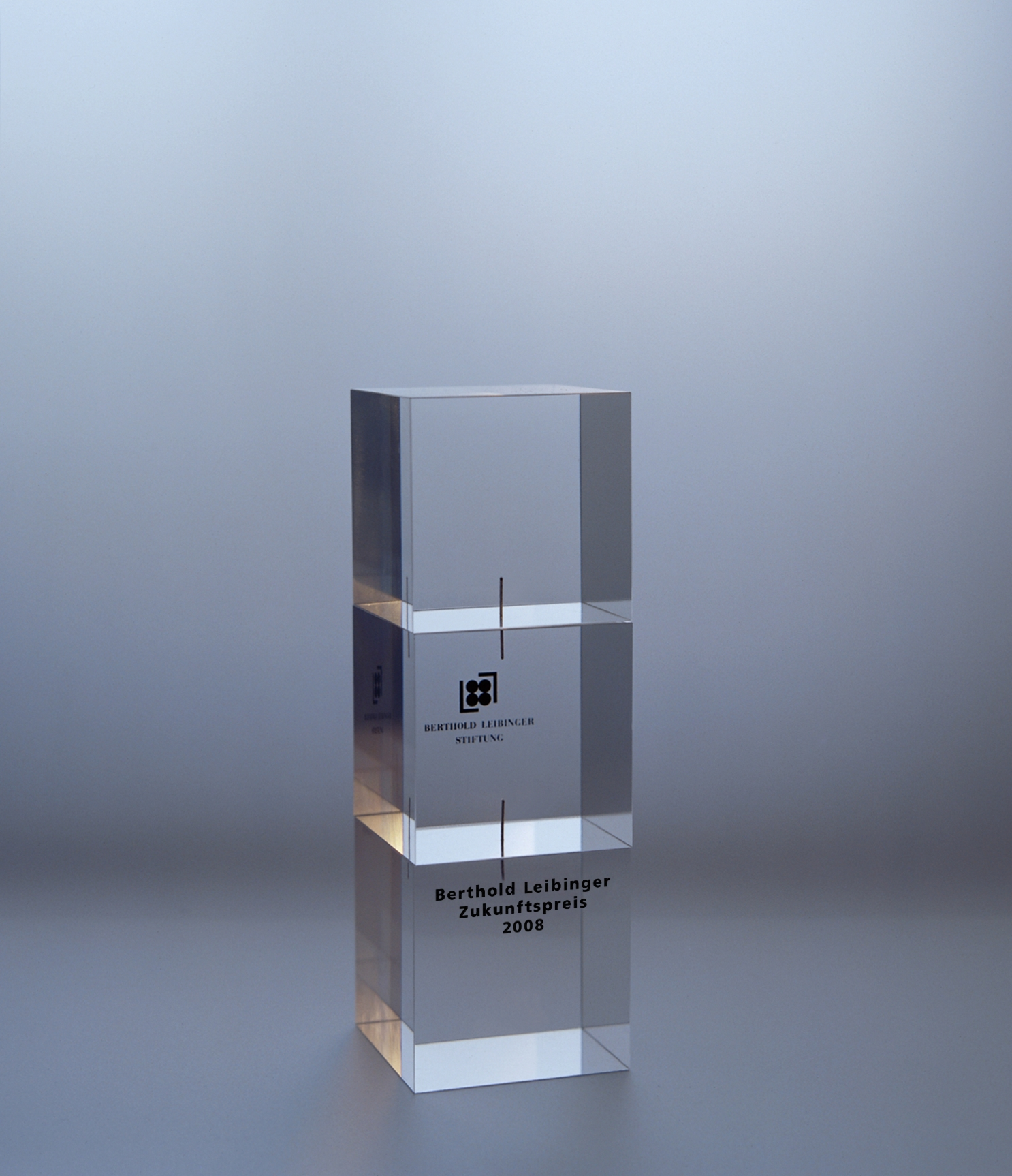
Der Berthold Leibinger Zukunftspreis

 Der Berthold Leibinger Zukunftspreis ist eine internationale Auszeichnung für herausragende Forschung zur Anwendung oder Erzeugung von Laserlicht. Er wird seit 2006 alle zwei Jahre von der Berthold Leibinger Stiftung verliehen mit einem nicht Zweck gebundenen Preisgeld von zuletzt 50.000 Euro (Stand: Bekanntgabe 2018). Die international besetzte Jury besteht aus Laserexperten, Medizinern und Wirtschaftsvertretern.
Siehe auch: Berthold Leibinger Innovationspreis

## Preisträger
| Jahr | Preisträger          | Institution                                   | Gebiet |
| ---- | -------------------- | --------------------------------------------- | --- |
| 2006 | H. Jeffrey Kimble    | California Institute of Technology            | Resonator-Quantenelektrodynamik                                                                                   |
| 2008 | Xiaoliang Sunney Xie | Harvard University                            | Einzelmolekül-Biophysik und nicht-lineare optische Mikroskopie                                                    |
| 2010 | Federico Capasso     | Harvard University                            | Quantenkaskadenlaser                                                                                              |
| 2012 | Osamu Kumagai        | Sony Corp.                                    | Multiwellenlängen-Diodenlaser für die Rückwärtskompatibilität dreier Generationen von optischen Laufwerkssystemen |
| 2014 | Philip Russell       | Max-Planck-Institut für die Physik des Lichts | Photonic Crystal Fibre (PCF)                                                                                      |
| 2016 | Gérard Mourou        | École polytechnique                           | Chirped Pulse Amplification                                                                                       |
| 2018 | Karl Deisseroth      | Stanford University                           | Optogenetik |
| 2020 | David Payne          | University of Southampton                     | Erbium-dotierter Faserverstärker                                                                                  |
| 2023 | Anne L’Huillier      | Universität Lund                              | Erzeugung hoher Harmonischer und Attosekundenphysik                                                               |
| 2025 | Jun Ye               | University of Colorado Boulder                | Optische Uhren und Frequenzmetrologie                                                                             |

## Belege
1. ↑  Ludwigsburger Kreiszeitung, 27. Mai 2008: Chinese erhält Leibinger-Zukunftspreis